# Liste des îles de la mer Baltique
Voici une liste des plus grandes îles de la mer Baltique. 

## Liste des îles les plus étendues et des plus peuplées
| Ile          | Superficie | Pays              | Population |
| ------------ | ---------- | ----------------- | ---------- |
| Gotland      | 2 994 km2  | Suède             | 57 381     |
| Saaremaa     | 2 673 km2  | Estonie           | 40 312     |
| Öland        | 1 342 km2  | Suède             | 23 000     |
| Fasta Åland  | 1 017 km2  | Finlande          | 22 000     |
| Hiiumaa      | 989 km2    | Estonie           | 10 000     |
| Rügen        | 935 km2    | Allemagne         | 73 000     |
| Bornholm     | 588 km2    | Danemark          | 44 100     |
| Île de Kemiö | 560 km2    | Finlande          | 7 500      |
| Usedom       | 445 km2    | Allemagne Pologne | 76 500     |
| Wolin        | 265 km2    | Pologne           | 17 000     |
| Møn          | 218 km2    | Danemark          | 12 000     |
| Hailuoto     | 201 km2    | Finlande          | 896        |
| Muhu         | 198 km2    | Estonie           | 1 822      |
| Fehmarn      | 185 km2    | Allemagne         | 14 000     |
| Värmdö       | 181 km2    | Suède             | 48 000     |
| Lidingö      | 12,54 km2  | Suède             | 43 400     |
| Kotline      | 16 km2     | Russie            | 42 800     |